# Acolasis lobuligera
Acolasis lobuligera är en fjärilsart som beskrevs av Druce. Acolasis lobuligera ingår i släktet Acolasis och familjen nattflyn. Inga underarter finns listade i Catalogue of Life.